# 47 Komenda Odcinka Głubczyce
47 Komenda Odcinka Głubczyce – zlikwidowany samodzielny pododdział Wojsk Ochrony Pogranicza pełniący służbę na granicy polsko-czechosłowackiej.

## Formowanie i zmiany organizacyjne
47 Komenda Odcinka sformowana została w 1945, w Głubczycach ul. Żeromskiego, w strukturze 10 Oddziału Ochrony Pogranicza. We wrześniu 1946 odcinek wszedł w skład Katowickiego Oddziału WOP nr 10.
W 1947, 47 komenda odcinka WOP przejęła od 46 Komendy Odcinka w Raciborzu 214 strażnicę Rozumowice.
W 1948 na odcinku uruchomiono Przejściowy Punkt Kontrolny MRG Pilszcz (PPK MRG Pilszcz).
W 24 kwietnia 1948, na bazie 47 Komendy Odcinka sformowano Samodzielny Batalion Ochrony Pogranicza nr 69.

## Struktura organizacyjna
Dyslokacja 47 Komendy Odcinka przedstawiała się następująco:
- komendantura odcinka i pododdziały sztabowe – Głubczyce
- 214 strażnica WOP Rozumowice – od 1947
- 215 strażnica WOP Pilszcz
- 216 strażnica WOP Boboluszki
- 217 strażnica WOP Bliszczyce
- 218 strażnica WOP Chomiz
- 219 strażnica WOP Dobieszów.

## Wydarzenia
- 1947 – 9 września dowództwo 47 komendy WOP uzyskało informację od Urzędu Bezpieczeństwa w Głubczycach o pojawieniu się w rej. wsi Sucha grupy NSZ dowodzonej przez Kosarbę („Kapi”). W związku z powyższym wysłano grupę operacyjną złożoną z pięćdziesięciu żołnierzy, którzy po połączeniu się z funkcjonariuszami MO i UBP przystąpili do akcji. Oddział NSZ został rozbity. Piętnastu członków grupy ujęto, zdobyto broń i amunicję[4].

## Komendanci odcinka
- ppłk Józef Giziejewskin (był w 1945[5])
- mjr Michał Kobylański (był w 1947).